# Theodore Dru Alison Cockerell
Theodore Dru Alison Cockerell (22 agost 1866, Londres - 26 gener 1948, San Diego) va ser un zoòleg nord-americà, nascut a Anglaterra, i germà de Sydney Cockerell. Es va formar a la Facultat de Medicina de l'Hospital Middlesex i després va estudiar botànica al camp a Colorado el 1887-1890. Posteriorment, es va convertir en taxònom i va publicar nombrosos articles sobre himenòpters, hemípters, mol·luscs i plantes, així com publicacions sobre paleontologia i evolució.

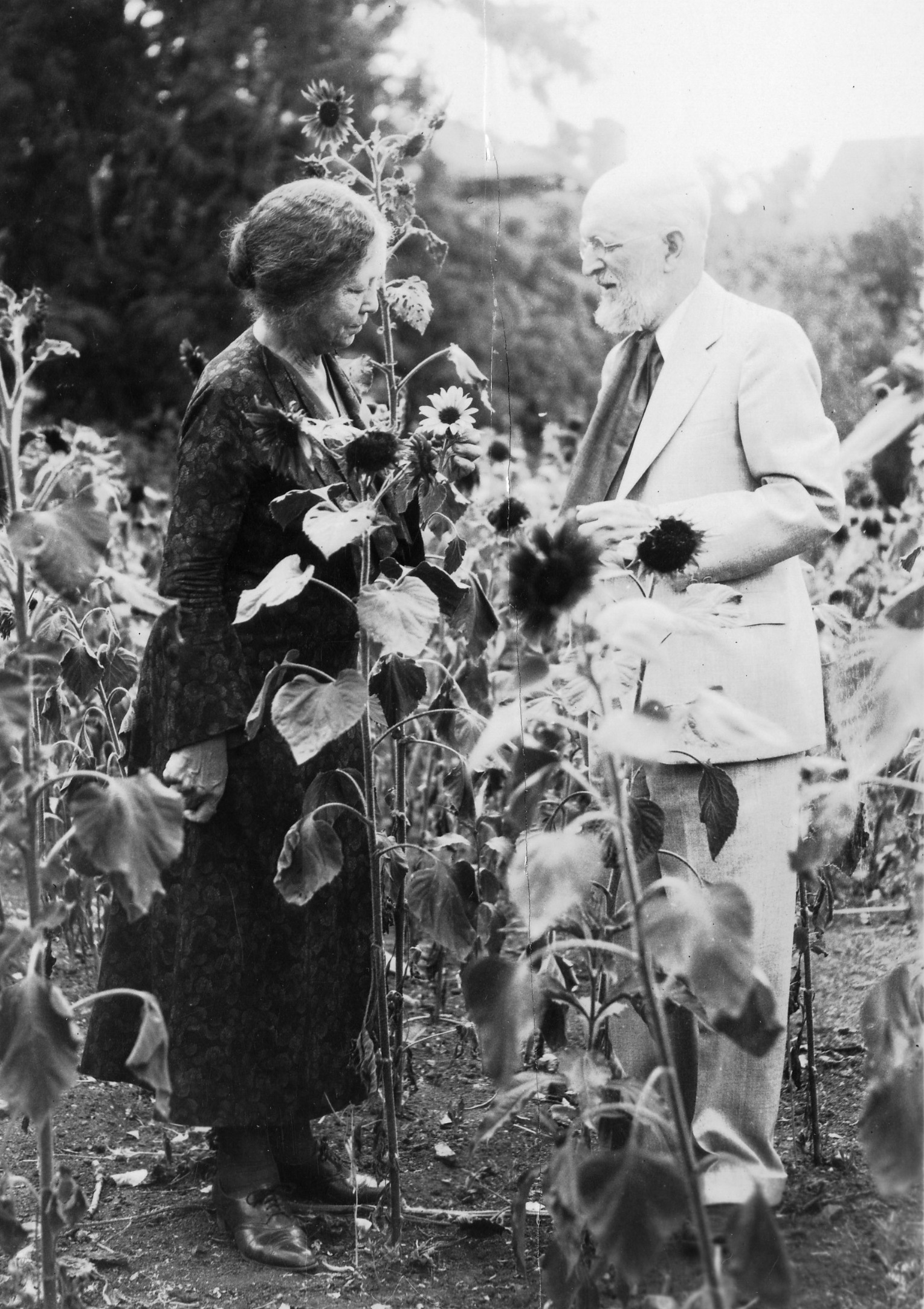
Cockerell amb la seua esposa Wilmatte Porter Cockerell, 1935

Cockerell va néixer a Norwood, al Gran Londres i va morir a San Diego, Califòrnia.
Es va casar amb Annie Penn el 1891 (va morir el 1893) i Wilmatte Porter el 1900. El 1901, va nomenar Mexichromis porterae (ara Felimare porterae) en honor seu. Després del seu matrimoni el 1900, sovint anaven a recollir expedicions junts i reunien una gran biblioteca privada de pel·lícules d'història natural, que mostraven als escolars i al públic públic per promoure la causa de la conservació del medi ambient.
Després de la seua mort, va ser enterrat al cementiri de Columbia, Boulder, Colorado.

## Vida professional
Entre 1891 i 1901 Cockerell va ser conservador del museu públic de Kingston, Jamaica, professor d'entomologia de l'Estació Experimental Agrícola de Nou Mèxic. El 1900-1903 va ser professor de biologia a la Nova Escola de Nou Mèxic. Mentre allà va ensenyar i va fer de mentor a Charlotte Cortlandt Ellis. El 1903–1904 Cockerell fou el conservador del Colorado College Museum; i el 1904 esdevingué professor d'entomologia i el 1906 professor de zoologia sistemàtica, a la Universitat de Colorado, on treballà amb Junius Henderson en la creació del Museu d'Història Natural de la Universitat de Colorado. Durant la Segona Guerra Mundial va operar el Desert Museum de Palm Springs, Califòrnia.

## Publicacions
Va ser autor de més de 2.200 articles en publicacions científiques, especialment sobre himenòpters, hemípters i mol·luscs, i sobre paleontologia i diverses fases de l'evolució, a més d'uns 1.700 treballs d'autor addicionals, inclosos tractats de reforma social i educació. Va ser un dels taxònoms més prolífics de la història, publicant només descripcions de més de 9.000 espècies i gèneres d'insectes, dels quals 6.400 eren abelles i uns 1.000 mol·luscs, aràcnids, fongs, mamífers, peixos i plantes. Això inclou descripcions de nombrosos tàxons fòssils, com l'estudi de referència, Some Fossil Insects from Florissant, Colorado (1913). En una nota necrològica que va aparèixer a la revista Nature del 14 de febrer de 1948, RB Benson havia observat que Cockerell "va adquirir l'hàbit d'afanyar-se amb les seues idees i observacions tant com va poder. L'hàbit va romandre al llarg de la seua llarga vida, de manera que quasi tota la seua obra va aparèixer en forma d'articles breus".

## Plantes
Cockerell i Wilmatte van viatjar al Regne Unit el 1921. Mentre eren allà, van visitar el Reial Jardí Botànic d'Edimburg on, segons ell mateix el 1937, Isaac Bayley Balfour va demostrar que la planta Primula ellisiae era una espècie diferent de P. rusbyi. Havia anomenat aquest tàxon en honor del seu descobridor, una de les seues estudiants, Charlotte Cortlandt Ellis. No obstant això, actualment aquest tàxon es considera un sinònim de P. rusbyi.

## Honors
Una residència estudiantil a la secció d'enginyeria de la Universitat de Colorado a Boulder i l'arna Givira theodori reben el seu nom.

## Taxa
Els taxes anomenats per Cockerell inclouen:
| Nom                     | Curs | Unitat                                        | Ubicació                          | Notes                         | Imatges |
| ----------------------- | ---- | --------------------------------------------- | --------------------------------- | ----------------------------- | ------- |
| Anthidium exhumatum     | 1906 | Formació Florissant                           | Estats Units                      | Una abella paleta             |         |
| Anthidium scudderi      | 1906 | Formació Florissant                           | Estats Units                      | Una abella paleta             |         |
| Archimyrmex rostratus   | 1923 | Formació Green River                          | Estats Units                      | Una formiga mirmeciina        |         |
| Elisolimax              | 1893 |                                               | Existent                          | un gènere de llimacs de terra |         |
| Dinopanorpa megarche    | 1924 | Formació Khutsin                              | Rússia                            | Una mosca escorpí             |         |
| Hidròmens? protrita     | 1922 | Formació Florissant                           | Estats Units                      | Una papallona                 |         |
| Protostephanus ashmeadi | 1906 | Formació Florissant                           | Una vespa corona                  |                               |         |
| Palaeovespa             | 1906 | Amber Baltic & Florissant Formation, Colorado | Europa</br> Estats Units          | Gènere de vespa eocè          |         |
| Tortrix? destructus     | 1917 | Formació Florissant                           | Estats Units                      | Una arna                      |         |
| Tortrix? florissantana  | 1907 | Formació Florissant                           | Estats Units                      | Una arna                      |         |
| Trigona corvina         | 1913 |                                               | Amèrica Central i Amèrica del Sud | Una abella sense agulla       |         |